# فرودگاه ایگل نست رنچ
فرودگاه ایگل نست رنچ (به انگلیسی: Eagle Nest Ranch Airport) یک فرودگاه خصوصی است که یک باند فرود چمن دارد و طول باند آن ۷۶۲ متر است. این فرودگاه در شهر استکادا، اورگن کشور ایالات متحده آمریکا قرار دارد و در ارتفاع ۱۲۹ متری از سطح دریا واقع شده است.